# Tử hình ở Turkmenistan
Hình phạt tử hình ở Turkmenistan ban đầu được cho phép theo Điều 20 của Hiến pháp năm 1992, được mô tả là "hình phạt đặc biệt dành cho những tội ác nặng nhất". Vào tháng 12 năm 1999, một sắc lệnh của tổng thống đã bãi bỏ hình phạt tử hình "mãi mãi".
Điều 20 của Hiến pháp 2003 viết: "Án tử hình ở Turkmenistan hoàn toàn bị bãi bỏ và bị cấm vĩnh viễn bởi Tổng thống đầu tiên của Turkmenistan vĩ đại Saparmurat Türkmenbaşy".
Turkmenistan là thành viên của Nghị định thư tùy chọn thứ hai đối với Công ước quốc tế về các quyền dân sự và chính trị, nhằm mục tiêu bãi bỏ án tử hình. Hình phạt tử hình được thay thế bằng tù chung thân.